# Welsh Open
Welsh Open – profesjonalny, rankingowy turniej snookerowy. Wcześniej znany pod nazwą Regal Welsh Open i Senator Welsh Championship.

## Historia turnieju
Turniej ten był kontynuacją rozgrywanego od 1980 roku Welsh Professional Championship. Welsh Open znacznie różni się od swego poprzednika – przede wszystkim obecnością w rankingu (od 1992 roku) i udziałem wszystkich zawodowców, nie tylko Walijczyków. Od 1999 roku Welsh Open gości zawodników w Newport Centre (w poprzednich latach turniej rozgrywano także w Cardiff International Arena), co roku na przełomie lutego i marca. W 2010 roku odbył się w ostatnim tygodniu stycznia.
Miejscem, gdzie rozgrywane są zawody, jest obecnie Newport. Od 2017 roku pula nagród wynosi £366 000, a nagroda za pierwsze miejsce – £70 000.
John Higgins zdobył główną nagrodę Welsh Open aż pięć razy. Czterokrotnie w tym turnieju zwyciężył Ronnie O’Sullivan.

## Wyniki finałów
| Rok              | Zwycięzca         | Przeciwnik        | Wynik            | Sezon            |
| Regal Welsh Open | Regal Welsh Open  | Regal Welsh Open  | Regal Welsh Open | Regal Welsh Open |
| ---------------- | ----------------- | ----------------- | ---------------- | ---------------- |
| 1992             | Stephen Hendry    | Darren Morgan     | 9 – 3            | 1991/92          |
| 1993             | Ken Doherty       | Alan McManus      | 9 – 7            | 1992/93          |
| 1994             | Steve Davis       | Alan McManus      | 9 – 6            | 1993/94          |
| 1995             | Steve Davis       | John Higgins      | 9 – 3            | 1994/95          |
| 1996             | Mark Williams     | John Parrott      | 9 – 3            | 1995/96          |
| 1997             | Stephen Hendry    | Mark King         | 9 – 2            | 1996/97          |
| 1998             | Paul Hunter       | John Higgins      | 9 – 5            | 1997/98          |
| 1999             | Mark Williams     | Stephen Hendry    | 9 – 8            | 1998/99          |
| 2000             | John Higgins      | Stephen Lee       | 9 – 8            | 1999/00          |
| 2001             | Ken Doherty       | Paul Hunter       | 9 – 2            | 2000/01          |
| 2002             | Paul Hunter       | Ken Doherty       | 9 – 7            | 2001/02          |
| 2003             | Stephen Hendry    | Mark Williams     | 9 – 5            | 2002/03          |
| Welsh Open       |                   |                   |                  |                  |
| 2004             | Ronnie O’Sullivan | Steve Davis       | 9 – 8            | 2003/04          |
| 2005             | Ronnie O’Sullivan | Stephen Hendry    | 9 – 8            | 2004/05          |
| 2006             | Stephen Lee       | Shaun Murphy      | 9 – 4            | 2005/06          |
| 2007             | Neil Robertson    | Andrew Higginson  | 9 – 8            | 2006/07          |
| 2008             | Mark Selby        | Ronnie O’Sullivan | 9 – 8            | 2007/08          |
| 2009             | Allister Carter   | Joe Swail         | 9 – 5            | 2008/09          |
| 2010             | John Higgins      | Allister Carter   | 9 – 4            | 2009/10          |
| 2011             | John Higgins      | Stephen Maguire   | 9 – 6            | 2010/11          |
| 2012             | Ding Junhui       | Mark Selby        | 9 – 6            | 2011/12          |
| 2013             | Stephen Maguire   | Stuart Bingham    | 9 – 8            | 2012/13          |
| 2014             | Ronnie O’Sullivan | Ding Junhui       | 9 – 3            | 2013/14          |
| 2015             | John Higgins      | Ben Woollaston    | 9 – 3            | 2014/15          |
| 2016             | Ronnie O’Sullivan | Neil Robertson    | 9 – 5            | 2015/16          |
| 2017             | Stuart Bingham    | Judd Trump        | 9 – 8            | 2016/17          |
| 2018             | John Higgins      | Barry Hawkins     | 9 – 7            | 2017/18          |
| 2019             | Neil Robertson    | Stuart Bingham    | 9 – 7            | 2018/19          |
| 2020             | Shaun Murphy      | Kyren Wilson      | 9 – 1            | 2019/20          |
| 2021             | Jordan Brown      | Ronnie O’Sullivan | 9 – 8            | 2020/21          |
| 2022             | Joe Perry         | Judd Trump        | 9 – 5            | 2021/22          |
| 2023             | Robert Milkins    | Shaun Murphy      | 9 – 7            | 2022/23          |
| 2024             | Gary Wilson       | Martin O’Donnell  | 9 – 4            | 2023/24          |
| 2025             | Mark Selby        | Stephen Maguire   | 9 – 6            | 2024/25          |